# Elze

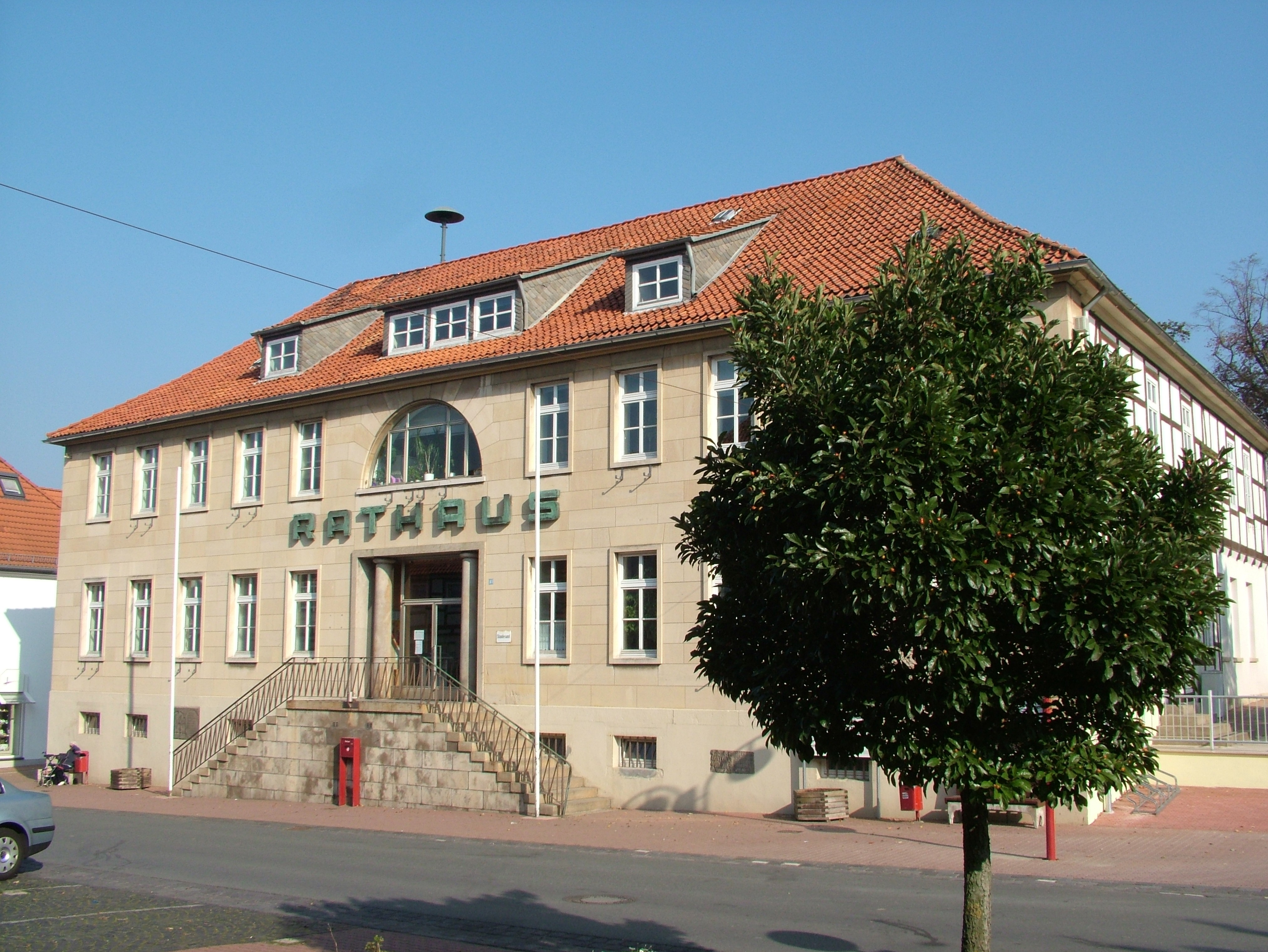
Stadshuset

Elze är en stad i Landkreis Hildesheim i förbundslandet Niedersachsen i Tyskland. 